# Ulukhaktok
Ulukhaktok es una aldea canadiense situada en el territorio de Territorios del Noroeste.

## Superficie
Ulukhaktok tiene una superficie de 120,71 km².

## Demografía
En 2021, tenía 408 habitantes, una densidad poblacional de 3,4 hab./km², y 159 viviendas.